# Fredrik B. Ekdahl
Fredrik B Ekdahl, född Bengt Fredrik Nilsson 30 mars 1971 i Nässjö, är en svensk radiopratare, komiker och underhållare.
Han är uppvuxen i Nässjö men bor och arbetar i Växjö på P4 Kronoberg Sveriges Radio. Ekdahl har arbetat med ett flertal radioproduktioner inom Sveriges Radio, bland annat Faxåfån, Max, Supermax, Sommartid, Soda och Frukostklubben. Dessutom har Ekdahl bevakat de flesta Melodifestivalerna i Sverige sedan 1998.
Han har även medverkat i musikalen Grease (2001) och i flera nyårsrevyer i bland annat i Nybro.